# Erna Brinkman
Erna Augusta Brinkman (ur. 25 marca 1972 w Sneek) – holenderska siatkarka, siatkarka grająca na pozycji przyjmującej. Mistrzyni Europy 1995. Wicemistrzyni Europy 1991. Uczestniczka Igrzysk Olimpijskich 1992 w Barcelonie oraz 1996 w Atlancie.